# Kitezj

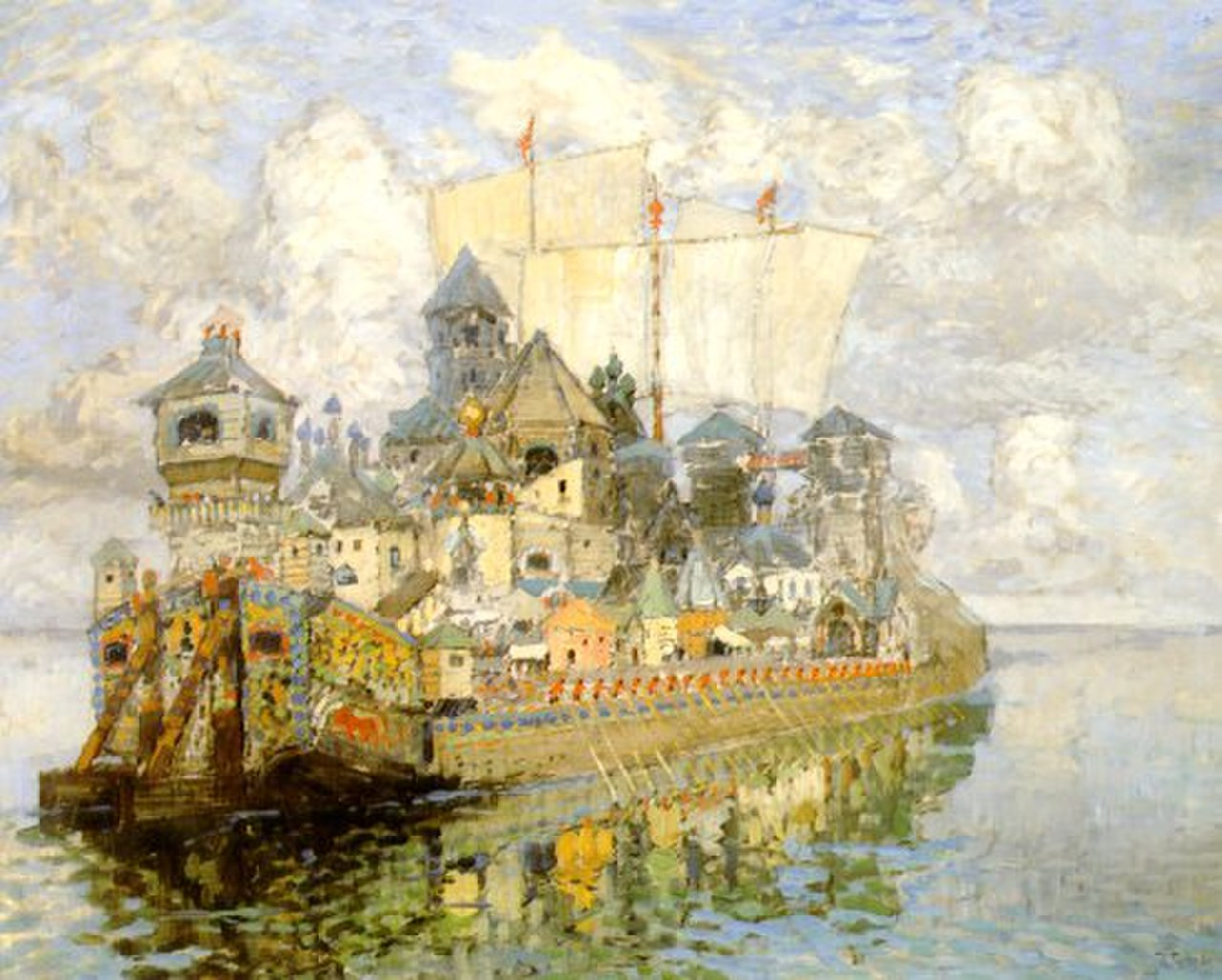
De onzichtbare stad Kitezj (1913), door Konstantin Gorbatov

Kitezj (Russisch: Китеж), bijgenaamd “de onzichtbare stad”, was een legendarische stad in het huidige district Voskresenski van de oblast Nizjni Novgorod in Rusland. 

## Legende
De stad Maly Kitezj (Klein-Kitezj) zou gebouwd zijn door grootvorst Joeri II van Vladimir-Soezdal aan de oever van de Wolga. De stad wordt vandaag de dag soms geïdentificeerd met Gorodets, dat in werkelijkheid 30 jaar voor Joeri’s geboorte in 1189 gebouwd was. Later vond de prins, na het oversteken van de rivieren Oezola, Sanda, en Kerzjenets een geschiktere locatie voor de stad, aan de oever van het Svetlojarmeer. Hier werd de stad Bolsjoj Kitezj (Groot-Kitezj) gebouwd. Volgens de volksetymologie kwam de naam van de stad van het koninklijke verblijf in Kideksja.
Toen Batu Khan van de stad hoorde, trok hij hier met zijn leger naartoe. De Mongolen veroverden al snel Maly Kitezj, waardoor Joeri zich met zijn leger moest terugtrekken naar Bolsjoj Kitezj. Het Mongoolse leger achtervolgde hen. De stad bleek geen vestigingsmuren te hebben en de inwoners deden volgens de verhalen niets om zich te verdedigen. Toen de Mongolen aanvielen, zonk de stad onverwacht weg in het meer.
Deze legende zorgde in de jaren erop tot ontelbare geruchten en verhalen, waarvan sommigen tot op de dag van vandaag worden verteld. Zo zijn er geruchten dat mensen die een zuiver hart hebben de stad nog kunnen vinden, en dat bij rustig weer men de klokken van de kerk van de stad kan horen. Om deze reden wordt het Svetlojarmeer soms ook wel het "Russische Atlantis" genoemd.
Joeri II van Vladimir kwam, net als zijn neef prins Vsevolod, om bij de Slag bij de Sit op 4 maart 1238 tegen de Mongoolse generaal Burundai (Boroldai, Buruldai, Bujgai).

## Kitezj in kunst
- Nikolaj Rimski-Korsakovs opera Verhaal van de onzichtbare stad Kitezj (1907) is grotendeels gebaseerd op de legende van Kitezj.

- De stad wordt ook genoemd in Maandag begint op Zaterdag, een roman van Arkadi en Boris Stroegatski.
- Een fictieve versie van Kitezj wordt ontdekt door de hoofdrolspeelster Lara Croft in het videospel Rise of the Tomb Raider.